# 오노촌 (야마구치현 아사군)
오노촌(小野村)은 야마구치현 아사군에 있던 촌이다.
1954년 10월 1일에 우베시에 편입합병되어 소멸하였다. 현재의 우베시 북부에 해당한다.

## 지리
후토가와강 왼쪽 강변에 마을이 산간 분지에 점재하며 전원지대가 펼쳐져 있다. 우베시로 편입 합병되기 전에 댐 호수의 완성으로 집단 이주한 마을이 현재의 중심 지역이 되었다.

## 역사
- 1889년 4월 1일 - 정촌제 시행에 의해 5촌의 구역을 가지고 성립하였다.
- 1954년 10월 1일 - 우베시에 편입, 동일 오노촌은 폐지되었다.